# Maheriw
Maheriw (ukrainisch Магерів; russisch Магеров/Magerow, polnisch Magierów) ist eine Siedlung städtischen Typs in der Oblast Lwiw im Westen der Ukraine.

## Geographie
Die Siedlung liegt am Ufer der Bila, 40 Kilometer nordwestlich von Lwiw und 25 Kilometer nordwestlich der Rajonshauptstadt Schowkwa. Südlich der Siedlung befindet sich der nahezu 400 km² große Truppenübungsplatz Jaworiw.
Am 12. Juni 2020 wurde die Siedlung ein Teil der neu gegründeten Landgemeinde Dobrossyn-Maheriw im Rajon Lwiw; Vorher war die Siedlung das Zentrum der am 30. April 2017 neu gegründeten Siedlungsgemeinde Maheriw (Магерівська селищна громада Maheriwska selyschtschna hromada) im Rajon Schowkwa. Zu dieser zählten noch die 10 Dörfer Birky (Бірки), Dumytschi (Думичі), Dumytschi (Думичі), Kamjana Hora (Кам'яна гора), Monastyrok (Монастирок), Pidlissja (Підлісся), Poharysko (Погарисько), Samok (Замок), Subejky (Зубейки) und Welyke Peredmistja (Велике Передмістя), bis dahin bildete es zusammen mit den Dörfern Birky und Welyke Peredmistja die gleichnamige Siedlungsratsgemeinde Maheriw (Магерівська селищна рада/Maheriwska selyschtschna rada).

## Geschichte
Der Ort wurde 1595 zum ersten Mal schriftlich erwähnt (zeitgleich wurde ihm das Magdeburger Stadtrecht verliehen), er lag damals in der Woiwodschaft Ruthenien als Teil der Adelsrepublik Polen, kam 1772 als Magierów zum österreichischen Galizien und war ab 1918 bis 1939 ein Teil der Polnischen Republik (im Powiat Rawa Ruska, Woiwodschaft Lwów). Nach dem Ende des Zweiten Weltkrieges fiel der Ort an die Sowjetunion, seit 1991 ist er Teil der heutigen Ukraine. 1940/1944 erhielt das nunmehr Magerow/Maheriw genannte Dorf den Status einer Siedlung städtischen Typs, zwischen 1940/1944 und 1959 war die Siedlung das Rajonszentrum des Rajons Maheriw (Магерівський район).